# International Church of Ljubljana
International Church of Ljubljana je protestantska cerkev v Ljubljani, kjer govorijo angleško.